# Лубош Кохоутек
Лубош Кохоутек (чеш. Luboš Kohoutek; 29. јануара 1935, Забрех –  Бергедорф, 30. децембар 2023) чешки је астроном, проналазач неколико комета и реда астероида.
Од младости се интересовао за астрономију. После матуре је студирао физику на Масариковом универзитету у Брну и на Математичко- физичком универзитету Карловом и постао је аспирант у Астрономском института Чехословачке академије наука. 1970. године се није вратио после дугогодишњег стажа у Хамбургу где и данас живи и делује на универзитету. Од 1963. године је члан Међународне астрономске уније. Године 1995, био је изабран за почасног члана чешког астрономског друштва а 2004. године је добио награду Чешка глава.
Открио је читав низ комета од којих је најпознатија Кохоуткова комета, откривена 1973. године.